# Paul Bang

Paul Bang, Porträtfoto aus dem Reichstags-Handbuch 1934

Paul Bang (* 18. Januar 1879 in Meißen; † 31. Dezember 1945 in Hohenfichte) war Reichstagsabgeordneter der DNVP und 1933 Staatssekretär im Reichswirtschaftsministerium. Er schrieb auch unter den Pseudonymen Wilhelm Meister, Spectator, Germanicus, Paul Franz und Eckart Mach.

## Leben
Paul Bang war der Sohn des aus einfachen Verhältnissen stammenden Lehrers Simon Bang. Er besuchte von 1885 bis 1898 die Volksschule und das Gymnasium im erzgebirgischen Schneeberg. Bis 1902 studierte er Rechtswissenschaften und Volkswirtschaftslehre an den Universitäten Leipzig und Berlin. Seit Sommer 1898 war er Mitglied der Leipziger Universitäts-Sängerschaft zu St. Pauli (heute Deutsche Sängerschaft). Während seiner Arbeit als Referendar in Dippoldiswalde, Oelsnitz und Dresden von 1902 bis 1906 promovierte er 1904 in Leipzig. Nach dem zweiten juristischen Staatsexamen arbeitete er von August 1906 bis Februar 1911 als Gerichtsassessor und Hilfsrichter am Amtsgericht und Landgericht im sächsischen Freiberg. Zum 1. März 1911 wurde Bang in das Sächsische Finanzministerium versetzt. Zuletzt Oberfinanzrat, schied er 1919 nach der Novemberrevolution aus politischen Gründen freiwillig aus dem Staatsdienst aus.
1919 trat Bang der Deutschnationalen Volkspartei (DNVP) bei. 1920 war Bang am antidemokratischen Kapp-Putsch beteiligt und sollte bei Gelingen des Umsturzes Finanzminister werden.
Am 20. Mai 1928 wurde Bang für die DNVP in den Reichstag der Weimarer Republik gewählt. Daneben gehörte Bang in führender Funktion weiteren Organisationen an: So war er seit 1920 Mitglied und später in der Hauptleitung des antisemitischen nationalistischen Alldeutschen Verbandes, im Präsidium der Vereinigten Vaterländischen Verbände Deutschlands, im Vorstand der Gesellschaft Deutscher Staat und des Hauptvereins der Konservativen, weiterhin war er Begründer und Vorstandsmitglied des Bundes für Nationalwirtschaft und Werksgemeinschaft sowie im Aufsichtsrat der Deutschen Zeitung. Außerdem war Bang Mitglied im Deutschvölkischen Schutz- und Trutzbund, der im Frühjahr 1919 beim Deutschen Volksverlag in München sein unter dem Pseudonym Wilhelm Meister veröffentlichtes Buch Judas Schuldbuch. Eine deutsche Abrechnung herausbrachte, in dem er einen geschichtlichen Verlauf von den „Judenwahlen“ des Jahres 1912 (i. e. die Reichstagswahl 1912) über den „Judenkrieg“ (i. e. den Ersten Weltkrieg) zu „Judenrevolution“ (i. e. die Novemberrevolution) und „Judensieg“ sowie „Judenherrschaft“ in Deutschland behauptete. Das Buch erfuhr in den folgenden zwei Jahren mehrere Auflagen, es wurden mehr als 30.000 Exemplare verbreitet.
Bang gehörte zum rechten Flügel der DNVP um Alfred Hugenberg. Nach der „Machtergreifung“ der Nationalsozialisten war Hugenberg Reichswirtschaftsminister im ersten Kabinett Hitlers. Paul Bang wurde vom 4. Februar 1933 bis zum 30. Juni 1933 Staatssekretär im Reichswirtschaftsministerium und damit Hugenbergs Stellvertreter. Im Reichstag, der in der Zeit des Nationalsozialismus weitgehend bedeutungslos war, blieb Bang bis zum Ende des Zweiten Weltkrieges vertreten: Er kandidierte ab 1933 auf den Wahllisten der NSDAP und wurde zunächst als Gast der NSDAP-Fraktion bezeichnet. Im Nationalsozialismus bekleidete er weiterhin einige Funktionen in der Wirtschaft: So war er Aufsichtsratsvorsitzender der J. E. Reinecker AG in Chemnitz, im Beirat der Allgemeinen Holzimprägnierung GmbH in Berlin, stellvertretender Vorsitzender des Aufsichtsrates der Emil Zorn AG in Berlin und im Vorstand der Deutschen Weltwirtschaftlichen Gesellschaft (DWG).
Zudem verfasste er mehrere Schriften, Bücher und Artikel. So erschien in den Ausgaben Februar und März 1935 der „Weißen Blätter“ ein zweiteiliger Artikel Bangs über eine von der DWG veranstaltete Studienreise nach Amerika. Weiterhin erschien dort im Februar 1936 ein Artikel in dem Bang die negativen Auswirkungen des enormen Krediteinsatzes für öffentliche Arbeitsbeschaffungsmaßnahmen auf die Privatwirtschaft schildert. Die Zahlen hierfür hatte er dem Jahresbericht zur wirtschaftlichen Lage Deutschlands der Reichs-Kredit-Gesellschaft entnommen.
Bei Kriegsende wurde Bang von sowjetischen Truppen gefangen genommen. Es ist nicht bekannt, ob er sich noch in Haft befand, als er am Silvestertag 1945 starb.

## Schriften
- Paul Bang, mit Heinrich Claß und Graf von der Goltz, als Herausgeber: Deutschlands Erneuerung. Monatsschrift für das deutsche Volk. Lehmann, München[6]
- Die farbige Gefahr. Göttingen : Vandenhoeck & Ruprecht, 1938